# Рихард Майер (завод)
Ре́вельский хими́ческий заво́д «Ри́хард Ма́йер» — предприятие химической промышленности Российской империи, c 1918 года — Эстонии. Полное наименование — Акционерное общество Ревельского химического завода Рихард Майер. Завод располагался в городе Ревель, Эстляндская губерния (с 1918 года — Таллин, Эстонская Республика), официальный адрес: улица Фалькспаркская, 19.

## История

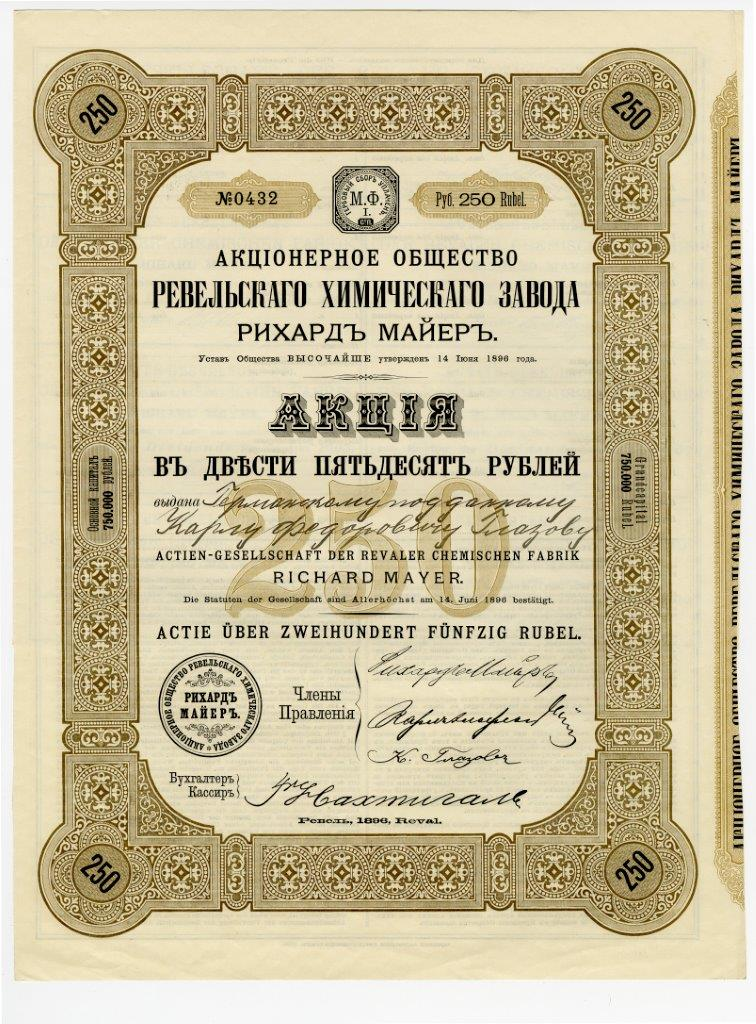
Акция именная в 250 руб. АО Ревельского химического завода "Рихард Майер". Г. Ревель, 1896 г.

Химическое предприятие, впоследствии преобразованное в акционерное общество, было заложено прибалтийским немцем Рихардом Майером в окрестностях главного города Эстляндской губернии Ревеля в 1887 году и стало первым подобным производством в регионе. Само «Акционерное общество Ревельского химического завода Рихард Майер» было официально зарегистрировано 14 июня 1896 года, когда устав компании с основным капиталом в 700 тысяч рублей, разделенных на три тысячи акций номиналом в 250 рублей каждая, получил Высочайшее утверждение.
Изначально химическим заводом Рихарда Майера производились пищевые красители для масла и сыра, сбыт которых был ориентирован преимущественно на продовольственный рынок Санкт-Петербурга. Впоследствии Ревельский химический завод освоил производство строительных красок, растворителей, а также чистящих средств. Кроме этого, ассортимент продукции акционерного общества Рихарда Майера включал в себя пиротехнические средства, эфиры, серную и азотную кислоты.
В 1920 году компания продала свои активы для погашения ссуд. Была упразднена в 1927 году. В зданиях завода по адресу Палдиское шоссе 19 стали работать три химических завода (в том числе мыловаренный завод Генриха Рейле). После присоединения Эстонии к СССР в 1940 году они были национализированы.
В 1964 году на основе бывшего завода Майера, завода Рейле, парфюмерного завода «Flora» и ещё четырёх мелких предприятий было образовано Производственное объединение бытовой химии «Флора», головное предприятие которого размещалось по адресу Таллин, улица Тулика 19. Объединение выпускало синтетические моющие и чистящие средства, клей, свечи, чернила тушь, краски и растворители к ним, а также парфюмерно-косметические изделия. Товары под маркой «Флора» были широко известны на всей территории Советского Союза.
В настоящее время компания Mayeri Industries, основанная 22 июня 1993 года, — продолжатель традиций «Акционерного общества Ревельского химического завода Рихард Майер» и ПО бытовой химии «Флора», является крупнейшим предприятием по производству бытовой химии в странах Балтии.

## Собственники и руководство
- Председатель совета директоров компании — Рихард Майер
- Главный управляющий — Л. П. Мари